# Northrop P-61 Black Widow
Northrop P-61 Black Widow byl americký noční stíhací letoun, který byl používán ve druhé světové válce.
Stroj byl od počátku konstruován jako noční stíhací, na rozdíl od většiny ostatních nočních stíhaček druhé světové války, vzniklých modifikací ze strojů původně jiného určení, většinou lehkých bombardérů. Byl to první americký bojový letoun navržený jako noční stíhačka.

## Vývoj

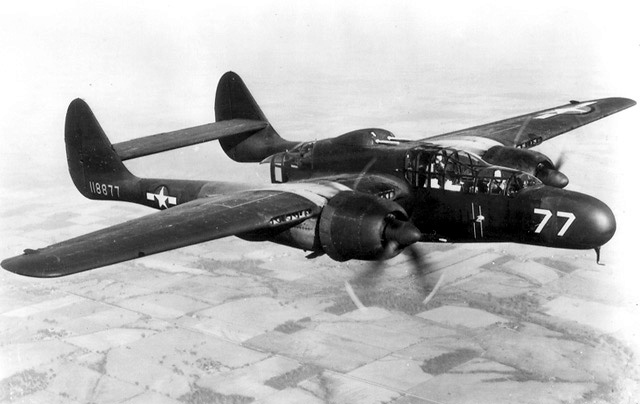
Prototyp YP-61

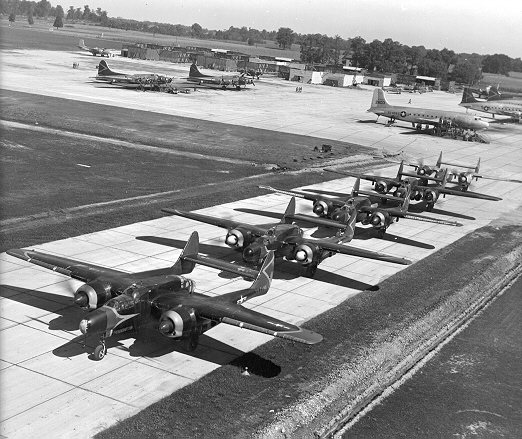
Peruť P-61 v roce 1947

Evropské válečné zkušenosti potvrdily, že byl podceněn boj proti nočním bombardérům protivníka. I když existovaly radary použitelné na palubách letadel, výkonné jednomístné stíhačky je nést nemohly. Jednak bylo zařízení dosti těžké, jednak bylo potřeba nést ještě operátora, který by stíhačku naváděl. Vývoj u firmy Northrop začal v roce 1940, první stroje byly objednány již před vzletem prototypu roku 1942.
První let prototypu XP-61 Black Widow (sériové číslo 41-19509) se uskutečnil 26. května 1942 z letiště Northrop Field v Hawthorne v Kalifornii. Pilotoval jej zkušební pilot Vance Breese (roku 1940 uskutečnil první let i s prototypem NA-73X, ze kterého vznikl P-51 Mustang). Černě natřený letoun (odtud název Černá vdova) nesl v trupové gondole tříčlennou osádku, v přídi radar, ve spodní části kanónovou výzbroj. Na hřbetě v gondole byla umístěna otočná dálkově ovládaná věž se čtyřmi kulomety ráže 12,7 mm. Stroj byl zdařilý, ovšem projevovaly se problémy s otočnou věží. Proto první výrobní série (první výrobní série P-61A byla taktéž s otočnou věží, letouny pozdějších bloků P-61A byly teprve bez otočné věže) byla bez věže a letoun byl pouze dvoučlenný. Od verze P-61B se střelecká věž vrátila, potíže s aerodynamikou byly odstraněny. V nevelkém počtu vyráběný letoun dosahoval rychlosti až 692 km/h, což bylo více, než u většiny jednomístných stíhaček.
V červenci 1945 začala výroba varianty P-61C se zvýšenými výkony a křídlem opatřeným výklopnými brzdícími štíty, určenými k zmenšení rychlosti při útoku na pomalu letící cíle. Vzhledem ke konci války již bylo letectvem přejato pouze 41 exemplářů. Pro výcvik posádek nočních stíhacích letounů pak byla v poválečném období upravena varianta TP-61C. Dva prototypy verze P-61C byly posléze dále modifikovány na prototyp verze P-61D s motory varianty Pratt & Whitney R-2800-14 původně užívanými námořnictvem, ale její sériová výroba nebyla zahájena.
Dva sériové exempláře varianty P-61B byly upraveny na prototypy dálkové denní doprovodné stíhací varianty P-61E s nově tvarovanou trupovou gondolou, v níž pilot a druhý pilot/navigátor seděli pod společným kapkovitým překrytem, namísto stupňovitého uspořádání samostatných kabin pilota a radarového operátora u předchozích variant. Radar byl nahrazen čtyřmi kulomety ráže 12,7 mm v přídi a v zadní části gondoly byly instalovány dodatečné nádrže paliva. Vývoj varianty byl zastaven protože souběžně vyvíjený konkurenční XP-82 Twin Mustang sliboval vyšší výkony. Aerodynamické řešení P-61E se pak stalo základem vývoje průzkumného stroje Northrop F-15 Reporter.
Šestnáct strojů P-61B bylo po válce upraveno pro meteorologický průzkum a označováno jako P-61G.
Několik strojů P-61 označených jako FT-1 a později F2T-1 převzalo Námořnictvo Spojených států amerických, které je použilo k výcviku posádek nočních stíhaček Grumman F7F-2N.
Celkem bylo vyrobeno 706 letounů P-61.

## Nasazení
První letouny Northrop P-61 Black Widow se objevily na jaře roku 1944 na letištích ve Velké Británii a na ostrovech v Tichomoří. Stroje úspěšně bojovaly ve 2. světové válce, v USA sloužily ještě po válce.

## Uživatelé
- Spojené státy americké
  - United States Army Air Forces
  - Letectvo Spojených států amerických
  - Námořnictvo Spojených států amerických

## Specifikace (P-61B-20)

Northrop P-61B Black Widow

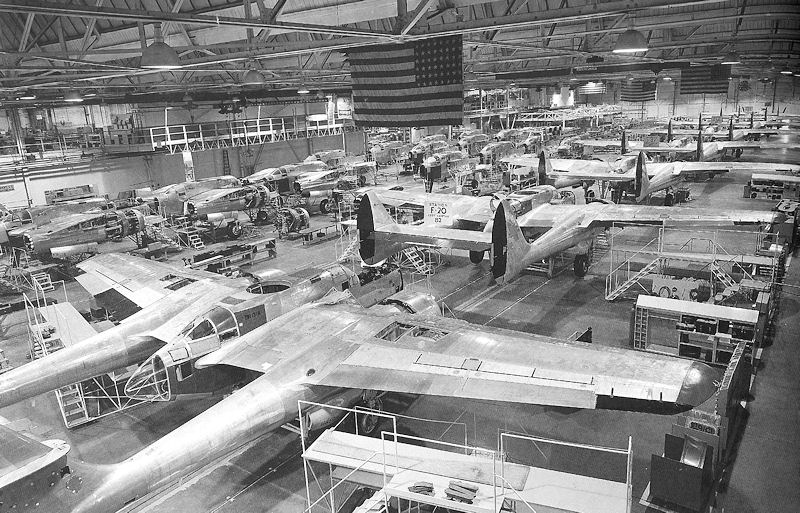
Letouny P-61B na výrobní lince, 1944

Data podle a

### Technické údaje
- Osádka: 3[pozn. 1]
- Rozpětí: 20,14 m
- Délka: 15,11 m
- Výška: 4,47 m
- Nosná plocha: 61,53 m²
- Plošné zatížení: 219 kg/m²
- Hmotnost prázdného letounu: 10 637 kg
- Vzletová hmotnost: 13 471 kg
- Max. vzletová hmotnost : 16 420 kg
- Pohonná jednotka: 2 × vzduchem chlazený dvouhvězdicový osmnáctiválcový motor Pratt & Whitney R-2800-65 se vstřikováním vody do válců a čtyřlistou vrtulí Curtiss Electric o průměru 3,72 m
  - Výkon pohonné jednotky: 2250 hp (1680 kW)

### Výkony
- Maximální rychlost: 589 km/h ve výšce 6096 m
- Cestovní rychlost: 505 km/h
- Přistávací rychlost: 150 km/h
- Dostup: 10 060 m
- Počáteční stoupavost: 12,9 m/s
- Čas výstupu do 6096 m: 12 min
- Maximální Dolet: 4400 km (bez výzbroje)

### Výzbroj
- 4 × kanón Hispano M2 ráže 20 mm s 200 náboji na hlaveň (ve výstupku pod trupem)
- 4 × kulomet M2 Browning ráže 12,7 mm v otočné střelecké věži na hřbetě trupu (560 nábojů na hlaveň)
- pro pozemní útoky: dvě pumy každá o max. hmotnosti 726 kg a šest 127mm raket HVAR pod křídlem, některé letouny mohly nosit i 454kg pumu pod trupem

### Avionika
- vyhledávací radar SCR-720 (AI Mk.X)
- varovný radar pro zadní hemisféru SCR-695